# جي. ويليام سميث
جي. ويليام سميث هو سياسي كندي، ولد في 31 أكتوبر 1868 في Kingston, New Brunswick ‏ في كندا، وتوفي في 8 أغسطس 1937 في سانت جون في كندا. نشط حزبياً في الحزب التقدمي المحافظ في نيو برونزويك ‏. وقد انتخب عضو الجمعية التشريعية لنيو برونزويك ‏.